# Пипер, Кристина
Графиня Кристина Пипер (швед. Christina Piper, урождённая Тёрне, род. 1 января 1673 в Стокгольме, Швеция — ум. 25 марта 1752 в замке Крагехольм, в приходе Севестад, в муниципалитете Истад, Швеция, в возрасте 79 лет) — шведский политик и предприниматель.

### Семья
Родилась в 1673 году в Стокгольме и была старшим ребёнком Маргареты Андерсен (Margareta Andersen) и богатого коммерсанта Улоф Ханссон Тёрнфлайхт (Törnflycht)
Сам Улоф Ханссон Тёрнфлайхт до 1698 года имел фамилию Тёрне, род. 5 апреля 1640 года в Кёпинге, Швеция — ум. 9 апреля 1713 года в Стокгольме, в возрасте 73 года.
Он был шведским бизнесменом и отцом Кристины Пипер (род. 1673), графов Улофа (род. 1680) и Михаэля Тёрнфлайхт (р. 1683).
Как оптовый торговец в Стокгольме, Тёрн приобрёл значительное состояние и в 1683 году стал советником, а в 1694 мэром торговли Стокгольма. В течение нескольких парламентских дней он был членом буржуазии. Между 1697—1705 был директором Tjärkompaniet. Посвящён в рыцари в 1698 году и получил фамилию Тёрнфлайхт. Был тестем Королевского совета графа Карла Пипера.
Его именем была названа лестница мэра в Сёдермальме в Стокгольме. Рядом с лестницей в Стадсгордене Улофу Ханссону принадлежал каменный дом.
Когда её отец был посвящён в рыцари в 1698 году и стал носить фамилию Тёрнфлайхт, Кристине не довелось перейти на это имя, так как она за 8 лет до этого вышла замуж за графа Карла Пипера.
Её бабушка принадлежала к семейству Hising и была потомком семейного круга архиепископа Петруса Кенисиуса. Мать имела тоже благородные шотландские корни. Братья Кристины, Улоф и Михаэль, стали масонами в 1719 и в 1731 году соответственно.
Кристине Тёрне было семнадцать лет, когда она 13 февраля 1690 года вышла замуж за графа Карла Пипера, который был на 26 лет старшее её, став родоначальницей всей последующей линии фамилии Пипер:
У супругов было пятеро детей.
- Шарлотта Кристина Пипер.
- Хедвиг Мария Пипер.
- Ульрика Элеонора Пипер.
- Карл Фредрик Пипер.
- София Каролина Пипер.

### Деятельность
Кристина посещала своего мужа на войне два раза. Весной 1705 года, когда Карл XII имел свою базу в Равиче в Польше, она посетила его там и, как и другие шведские дворянки, участвовала в танцах, маскараде и приёме у польского короля. Во время своего первого визита она была принята польской королевой Екатериной Опалинской и посетила Рыдзынский замок. Она привезла свою сестру Ингу, которую смогла выдать замуж за представителя знати, Арвида Хорна. Когда Карл Пипер в это время решил вернуться в Швецию из-за болезни, она убедила его остаться ради своей карьеры. Во второй раз она посетила его в королевском лагере в Альтранштадте в феврале — августе 1707 года. Она также привезла другую сестру Анну Марию, которую также смогла выдать замуж за дворянина Йохана Августа Мейерфельдта.
В это время Карла Пипера обвинили в том, что его подкупил британский посланник Джон Черчилль, 1-й герцог Мальборо, чтобы убедить Карла XII напасть на Россию. Карлу Пиперу предложили взятку, но он отказался её принять, однако он разрешил передать Кристине, пару драгоценных серёжек. Она также получила в подарок пару лошадей от короля Дании. По дороге домой её сопровождал принц Вюртембергский и группа из десяти человек по пути в Лейпциг, Штеттин, Берлин, Грайфсвальд и Штральзунд. В Берлине она была принята прусским королём Фредриком I который подарил ей браслет, и статуэтку, которая демонстрировала победу Пруссии над шведами в битве при Фербеллин в 1675 году, но она отказалась от статуэтки . Её усердно посещали не только дипломаты и обычные просители, но и члены королевской семьи.
В том же 1707 году после возвращения из Альтранштадта она едва успевала одеться, как в её спальне уже было полно соискателей. Современный свидетель написал: «Ни одна правящая королева никогда не была более прославленной и востребованной, чем графиня Пипер по возвращении из штаб-квартиры, в столицу Стокгольма. В первые дни она думала о своих собственных делах значительной важности. Количество бодрствования было настолько велико, что её дом был осаждён с раннего утра до позднего вечера, иногда до двадцати за один раз».
Карл Пипер был захвачен в плен после Полтавской битвы в 1709 году, и это вызвало панику в Стокгольме, где Риксбанк был опустошён клиентами. Карла Пипера обвинили в том, что он уговорил короля нанести удар по России, и, по словам послов Дании и Франции, Кристина Пипер была атакована разъярённой толпой и вынуждена бежать из Стокгольма. После того, как её муж был взят в плен, Кристина Пипер потеряла все своё влияние при дворе.
Когда Карл Пипер стал российским военнопленным в 1709 году, она стала заниматься счетами, которые Карл отправлял для оплаты своих расходов, и расходов других шведских военнопленных в России. Она также была одним из крупнейших финансистов Великой Северной войны, когда её неоднократно заставляли делать военные гранты. В 1710 году она попыталась отказаться от этого, что сделало её плохо выглядящей в глазах королевского двора и аристократии. В 1714 году она угрожала возбудить дело против преста Иоганнеса Экендаля, который в проповеди сказал, что её муж убедил Карла XII напасть на Россию, после полученной взятки от герцога Мальборо в 1707 году. Это закончилось тем, что Экендаль был вынужден забрать свои слова обратно.
Во время пребывания в плену своего мужа она действовала в качестве его агента на переговорах по его освобождению и участвовала в переговорах и обменах русских военнопленных для освобождения своего мужа. В 1714 году Карла Пипера в списке на обмен заменили на однофамильца Густава Абрахам Пипера (Gustaf Abraham Piper), который сообщил Кристине, что из-за голода русские вымогают у её мужа деньги и требуют, чтобы он отправил ей счёт, который она должна была оплатить России: он попросил её не платить и попросил Карла XII, чтобы он запретил ей платить. Король сделал так, как его просили, и Кристина отказалась оплатить именно этот счет. Это породило слух о том, что Кристина отказалась забрать Карла Пипера из плена и - не хотела терять независимость, которой могла бы пользоваться в его отсутствие. После этого случая Карла Пипера перевезли из Москвы в крепость Шлиссельбург, где условия были настолько плохими, что это привело к его смерти 29 мая 1716. В ответ на шантаж Карл XII не отпустил шведского военнопленного генерала Иван Юрьевича Трубецкого с семьёй и перевёл того в тюрьму с более тяжёлыми условиями содержания в Йёнчёпинге (в плен он попал под Нарвой в 1700 году, в конце концов его обменяли в 1718 на пленного шведского фельдмаршала Реншёльда.)
Справка:
Карл Гу́став Реншёльд (швед. Carl Gustaf Rehnskiöld; 6 августа 1651, Грайфсвальд — 29 января 1722) — шведский фельдмаршал, граф, сподвижник короля Карла XII.
Это тот самый Реншёльд, который приказал убить всех русских военнопленных под Фрауштадтом в 1707 году, также его обвиняют в поражение под Полтавой, когда он остановил кавалерийскую атаку шведов, в результате которого вся русская кавалерия могла быть опрокинута в овраг.
Родился 6 августа 1651 года в Германии в городе Грейфсвальд. Его отцом был камеральный советник Герд Антонисон Кевенбрингк, получивший в 1639 году дворянское звание и принявший фамилию Реншёльд, матерью — Брита Торшесколь. Учился в Лундском университете под руководством Самуэля Пуфендорфа.
В 1673 году поступил на службу в Нерке-Вермландский полк. С 1676 года поручик гвардии. Во время Сконской войны (1676—1679) отличился в сражениях при Хальмстаде, Лунде и Ландскруне. В 1677 году Реншёльд становится подполковником Лейб-гвардейского конного полка королевы-матери, а после окончания войны участвует в реорганизации системы индельты. В 1691 году отправился в Нидерланды, где на стороне голландцев участвовал во франко-голландской войне (1688—1697). После возвращения на родину Реншёльд 9 мая 1693 года становится полковником Северо-Сконского кавалерийского полка. В 1696 году его повышают до чина генерал-майора, в 1698 году производят в генерал-лейтенанты и назначают генерал-губернатором Сконе. В том же году получает титул барона.
В 1700 году принимал участие в высадке шведских войск на Зеландии и сражении под Нарвой, в ходе которого командовал левым флангом. В Польском походе Карла XII командовал, в основном, вспомогательными корпусами, действовавшими во взаимодействии с главной армией. Судя по всему, Реншёльд был единственным, кто был посвящён в военные планы короля. 17 апреля 1703 года произведён в генералы от кавалерии. В кампании 1705 года ему было поручено командование армией, которая должна была прикрывать Польшу с запада, пока король двигался маршем на Варшаву и Гродно. Реншёльду удалось выманить саксонского военачальника Шуленбурга к Фрауштадту, где 3 февраля 1706 года нанёс ему сокрушительное поражение. После битвы все попавшие в плен к шведам русские солдаты из вспомогательного корпуса были убиты по приказу Реншёльда. За свои заслуги Реншёльд 27 декабря 1705 года назначен королевским советником и произведён в фельдмаршалы, а 21 июня 1706 года получил графский титул. В 1708—1709 годах принимал участие в походе в Россию. В битве под Полтавой 8 июля 1709 года командовал шведской армией вместо раненого короля, и потерпев сокрушительное поражение, попал в плен. Во время своего продолжительного пребывания в плену вместе с Пипером, несмотря на существовавшую между ними неприязнь, помогал нуждавшимся в помощи шведским пленным. В июле 1718 года Реншёльд был обменян на сподвижника Петра I генерала А. М. Головина и И. Ю. Трубецкого, в том же 1718 году принял участие в походе в Норвегию, в ходе которого 30 ноября 1718 под Фредриксхальд (Fredrikshald в настоящее время Ха́лден норв. Halden), в Норвегии был убит Карл XII. После окончания войны Реншёльд занимал место в Совете. В январе 1722 года во время поездки в Кунгсёр, Реншёльд заболел и через два дня умер.
Продолжение истории:
Карл Пипер умер в 1716 году, а затем Кристина привезла домой его останки, которые прибыли только в 1718 году и в следующем 1719 году организовала похороны.
Пипер навсегда переехала из Стокгольма в 1712 году. Причиной, по её словам, была экономия: она продала медали мужа. Она поселилась в замке Крагехольм в Сконе, где она жила до самой смерти, за исключением 1745-49 годов, когда она жила в Хассельбихольме. Тем не менее, она путешествовала между своими замками, хотя замок Крагехольм оставался её базой. После плена своего мужа она потеряла возможность участвовать в национальной политике, но с другой стороны, она стала лидером местной власти. Она использовала свою влияние, как владелец обширной собственности, на назначение священников, местных чиновников и прихода. В личной жизни она установила строгий контроль над своими детьми и зятьями: она была особенно близка со своей золовкой Акселем Левеном и эта связь был прервана, когда её дочь София Пипер умерла в 1731 году, предположительно в результате самоубийства, из-за несчастного брака. Два женщины Хелена Киландер и Анна Мария Ридбек (последняя её двоюродная сестра) жили с ней до самой смерти. После смерти своей дочери Шарлотты в 1727 году, она также стала приёмной матерью своим внучкам Еве Шарлотте, Нильс Адам Бильке и Кристине София Бильке.
В 1725 году Кристина приобрела землю в Андраруме и организовала здесь крупное производство алюминия и строительных материалов на основе местного глинозёма и сланцевых квасцов. Она построила в Андраруме для своих рабочих школу, дом престарелых, тюрьму и больницу. Выстроила в 1740 году в своём поместье новый замок Christinehofs slott и даже выпускала собственные монеты с инициалами «CP», которые можно было использовать только в магазинах поместья.
Умерла Кристина в 1752 году в замке Krageholms slott провинции Сконе.